# Hiptage monopteryx
Hiptage monopteryx är en tvåhjärtbladig växtart som beskrevs av P. Sirirugsa. Hiptage monopteryx ingår i släktet Hiptage och familjen Malpighiaceae. Inga underarter finns listade i Catalogue of Life.